# Thor: Ragnarok
Thor: Ragnarok é um filme de super-herói estadunidense de 2017, baseado no personagem Thor, da Marvel Comics, produzido pela Marvel Studios e distribuído pela Walt Disney Studios Motion Pictures, sendo a sequência de Thor: The Dark World, de 2013, e o décimo sétimo filme do Universo Cinematográfico Marvel. Dirigido por Taika Waititi e escrito por Eric Pearson, é estrelado por Chris Hemsworth, Tom Hiddleston, Cate Blanchett, Idris Elba, Jeff Goldblum, Tessa Thompson, Karl Urban, Mark Ruffalo e Anthony Hopkins. Em Thor: Ragnarok, Thor deve escapar do planeta alienígena Sakaar a tempo de salvar Asgard de Hela e o iminente Ragnarök.
O terceiro filme de Thor foi confirmado em janeiro de 2014, quando Kyle e Yost começaram a trabalhar no roteiro. O envolvimento de Hemsworth e Hiddleston foi anunciado em outubro. Waititi se juntou ao filme como diretor um ano depois, depois que o diretor de Thor: The Dark World, Alan Taylor, escolheu não retornar, e Ruffalo se juntou ao elenco reprisando o papel de Hulk de filmes anteriores, o que permitiu a inclusão de elementos do arco de história Planet Hulk fossem adaptados para Ragnarok. O resto do elenco, incluindo Blanchett como Hela, foi confirmado em maio de 2016, com o envolvimento de Pearson revelado no início das filmagens em julho daquele ano. A fotografia principal ocorreu em Brisbane e Sydney, Austrália, com o filme também tendo uso exclusivo do Village Roadshow Studios em Oxenford, concluído em outubro de 2016.
Thor: Ragnarok estreou em Los Angeles em 10 de outubro de 2017, sendo lançado nos Estados Unidos em 3 de novembro de 2017, como parte da Fase Três do UCM. O filme recebeu elogios por sua atuação e direção de Waititi, bem como suas sequências de ação e humor, com muitos críticos considerando-o como o melhor dos filmes de Thor. Arrecadou mais de 853,9 milhões de dólares mundialmente, tornando-se o nono filme de maior bilheteria de 2017. Uma sequência, Thor: Amor e Trovão, foi lançada em 8 de julho de 2022.

## Enredo
Dois anos após a Batalha de Sokovia, Thor procura sem sucesso as Joias do Infinito, e agora é preso pelo demônio de fogo Surtur. Surtur revela que o pai de Thor, Odin, não está mais em Asgard, e que o reino logo será destruído pelo Ragnarök profetizado, uma vez que Surtur una sua coroa com a Chama Eterna que queima no cofre de Odin. Thor se liberta, derrota Surtur e reivindica sua coroa, acreditando que ele impediu Ragnarök.
Thor retorna a Asgard para encontrar seu irmão adotivo Loki posando como Odin. Thor obriga Loki a ajudá-lo a encontrar seu pai, e com a ajuda de Stephen Strange na Terra, eles localizam Odin na Noruega. Odin explica que ele está morrendo, e que sua morte permitirá que sua filha primogênita, Hela, a deusa da morte, escape de uma prisão, onde ela foi selada há muito tempo. Hela havia sido a líder dos exércitos de Asgard e tinha conquistado os Nove Reinos com Odin, mas foi presa e apagada da história, pois Odin enxergou nela uma sede de ambição e violência. Odin morre logo em seguida, e Hela, liberta de sua prisão, aparece. Ela destrói Mjölnir, o martelo de Thor, e durante uma viagem de fuga pela Bifrost solicitada por Loki, a deusa da morte lança os dois irmãos no espaço. Hela chega em Asgard, destrói seu exército e os Três Guerreiros, ressuscita os mortos antigos que uma vez lutaram com ela, incluindo o lobo gigante Fenris e nomeia o asgardiano Skurge como seu Executor. Ela planeja usar a Ponte Bifröst para expandir o império de Asgard, mas Heimdall secretamente rouba a espada que controla a Ponte e se esconde com o resto dos cidadãos de Asgard em uma fortaleza ancestral nas montanhas.
Thor acorda em Sakaar, um planeta muito distante rodeado de lixo e portais cósmicos. Ele é capturado por uma caçadora de recompensas chamada Cata Sobras 142 e levado para servir como um gladiador para o governante do planeta, o Grão Mestre, com quem Loki, que chegou ao planeta semanas antes, estabeleceu uma boa relação. Thor reconhece 142 como uma das Valquírias, uma força lendária de guerreiras que foram mortas defendendo Asgard de Hela há muito tempo. Thor é forçado a competir no Torneio de Campeões do Grão Mestre, enfrentando seu velho amigo, o Hulk. Hulk inicialmente subjuga Thor, mas este desperta poderes até então desconhecidos, quase derrotando o Hulk, mas o Grão Mestre forja a luta para garantir a vitória do Gigante Esmeralda. Ainda escravizado, Thor tenta convencer Hulk e 142 a ajudá-lo a salvar Asgard, mas sem sucesso. Ele se comunica com Heimdall, que lhe informa sobre a situação perigosa de Asgard, afirmando que ele deve passar pelo maior portal de Sakaar para conseguir retornar. Thor logo consegue escapar do palácio e encontra o Quinjet que trouxe Hulk para Sakaar. Hulk segue Thor para o Quinjet, onde uma gravação de Natasha Romanoff o faz se transformar de volta em Bruce Banner pela primeira vez desde Sokovia.
O Grão Mestre ordena a 142 e Loki que encontrem Thor e Hulk. Loki e 142 lutam brevemente, e Loki a faz reviver suas memórias no dia da batalha das Valquírias contra Hela. Decidindo ajudar Thor, 142 leva Loki cativo para provar sua boa vontade, e não querendo ficar para trás, Loki fornece ao grupo os meios para roubar uma das naves do Grão Mestre. Eles então libertam os outros gladiadores que, liderados pelos recém feitos amigos de Thor, Korg e Miek, desencadeiam uma rebelião. Loki tenta trair seu irmão para obter uma recompensa do Grão Mestre, mas Thor antecipa isso, o incapacita e o deixa para trás, onde Korg e os gladiadores o encontram logo depois. Thor, Banner e 142 escapam através do portal para Asgard, onde as forças de Hela estão atacando os cidadãos protegidos por Heimdall. Banner torna-se o Hulk novamente, lutando contra Fenris, enquanto Thor e 142 batalham contra Skurge e os guerreiros ressuscitados.
Loki e os gladiadores chegam em uma grande nave para ajudar, e os cidadãos asgardianos começam a embarcar, mas Hela cria uma lâmina gigante do chão e prende a nave, impedindo que ela escape. Ao ver os cidadãos em perigo e temendo serem mortos, Skurge se arrepende e se sacrifica para permitir a sua fuga. Thor enfrenta Hela, mas é derrotado por ela e acaba perdendo um olho. Ele então tem uma visão de Odin, que lhe explica que ele não apenas é mais poderoso do que o Pai de Todos, mas também que o Mjölnir era apenas um objeto para que Thor controlasse e concentrasse seu poder, e nunca foi sua fonte de força. Ao mesmo tempo, a visão de Odin deixa claro que Asgard não é o reino, e sim o povo, e que onde eles estiverem, ali será Asgard. Assim, Thor desperta seu verdadeiro poder e um poderoso trovão atinge Hela, nocauteando-a temporariamente. Enquanto Hela está momentaneamente fora de combate, Thor se junta a Loki e a 142 na batalha contra os soldados de Hela, até que a mesma retorna para a luta.
Com o povo salvo na grande nave, Thor lembra que o poder de Hela vem de Asgard, e que enquanto o reino existisse, ela seria imbatível; e percebe que tudo o que aconteceu nunca foi para impedir o Ragnarök, e sim para provocá-lo, pois só ele seria capaz de pará-la. Então ele pede que Loki vá até o cofre e convoque Surtur para destruir Asgard, enquanto Thor e 142 distraem Hela. Loki chega no cofre e vê o Tesseract, mas localiza a coroa de Surtur e a coloca na Chama Eterna, fazendo-o renascer em sua forma máxima, enquanto Thor e 142 golpeiam Hela (aproveitando a distração dela pelo surgimento de Surtur) e a fazem cair para o oceano abaixo da Bifröst, fugindo para a nave com Hulk em seguida. Hela tenta lutar contra Surtur, mas não tem êxito, e o mesmo finca sua grande espada no solo, destruindo Asgard e matando Hela.
Thor e os outros escapam com os asgardianos sobreviventes a bordo da Nave do Grão Mestre. Thor, agora rei coroado, decide levar seu povo para a Terra.
Em uma cena no meio dos créditos, eles se deparam com uma grande nave espacial. Em uma cena pós-créditos, o Grão Mestre encontra um grupo de seus ex-subordinados, que ainda estão se rebelando.

## Elenco

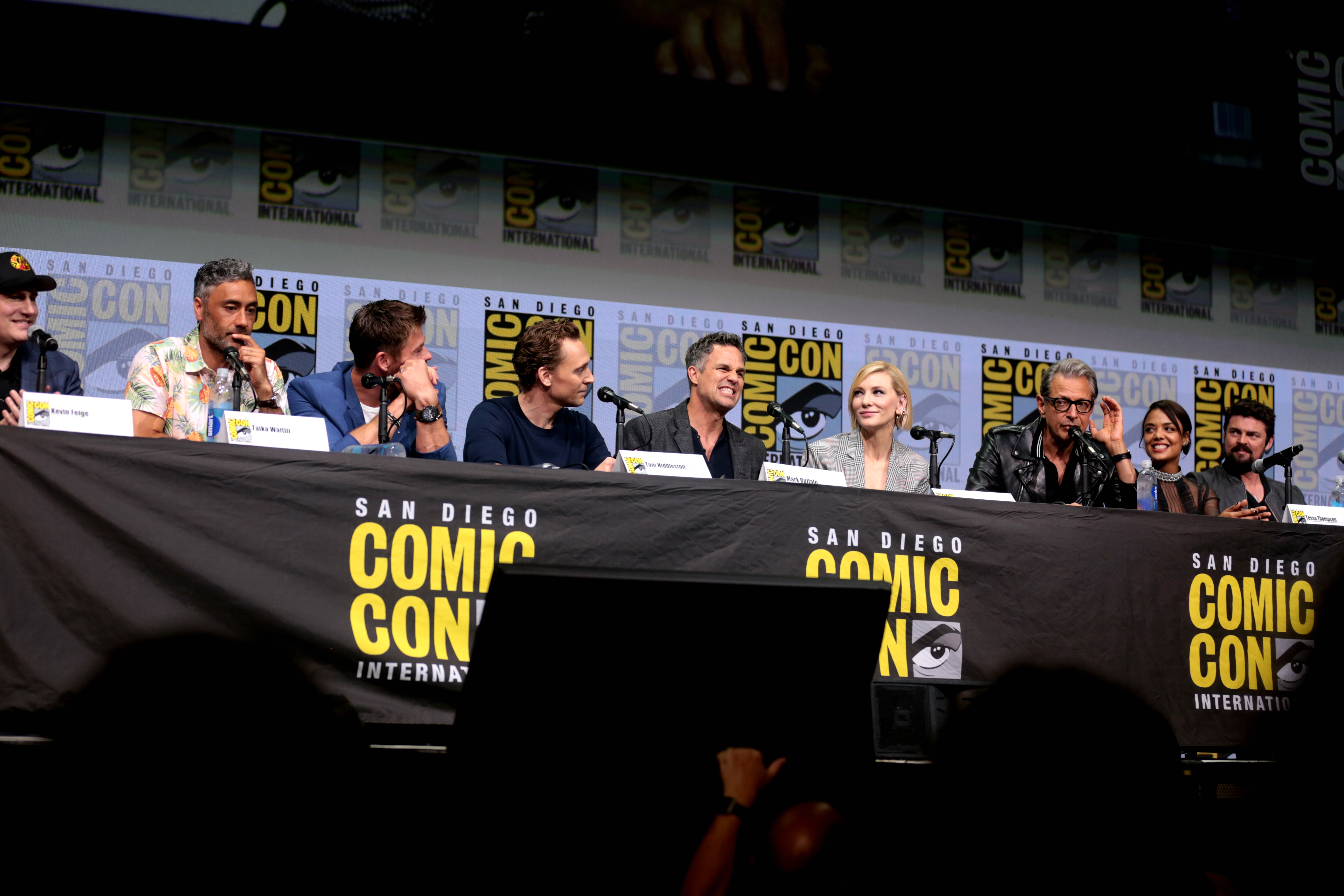
Kevin Feige, Taika Waititi e o elenco de Thor: Ragnarok promovendo o filme no San Diego Comic-Con de 2017.

- Chris Hemsworth como Thor: Um Vingador e o príncipe herdeiro de Asgard, baseado na divindade mitológica nórdica de mesmo nome, que se tornou um "pistoleiro solitário" em busca das Joias do Infinito.[2] Como esta é a quinta vez que retrata o personagem, Hemsworth disse: "Para mim, pessoalmente, fiquei um pouco entediado de mim e pensei que devemos tentar algo diferente". Ele falou com o diretor Taika Waititi e produtor Kevin Feige, que todos concordarem com um terceiro filme. O filme precisaria "realmente desenvolver o roteiro e experimentar levá-lo para outro nível"; Isso resultou em um cabelo mais curto, uma roupa diferente e seu martelo Mjolnir sendo quebrado.[3] Ter o cabelo mais curto era "extremamente libertador" para Hemsworth, observando uma vez que ele conseguiu remover a peruca de cabelo mais longa: "Instantaneamente senti como se eu pudesse me mover e falar e reagir de forma diferente ... permitiu a coisa toda para assumir uma atitude diferente. Parecia um personagem completamente diferente".[4] Hemsworth também afirmou que, seguindo os eventos de Avengers: Age of Ultron, em Ragnarok, Thor descobre que está explorando e policiando o universo enquanto gostava de ser um "drifter". Hemsworth manifestou interesse em ter Thor interagindo com Bruce Banner, já que os dois não tiveram muita interação anteriormente e "isso traria algo diferente dos personagens", acrescentando que esperava que o filme fosse um "Butch Cassidy e Sundance Kid" tipo de história para a dupla.[5] Waititi disse que queria usar mais os talentos cômicos de Hemsworth exibidos em filmes como Vacation e Caça-Fantasmas, dizendo: "Ele é tão bom e subutilizado nesse departamento. Ele é legitimamente uma das coisas mais divertidas neste filme".[6] O produtor Brad Winderbaum acrescentou: "Ele entende o sarcasmo de uma maneira que ele não fez no primeiro Thor filme de Thor... É uma queda no peixe fora da água, porque agora ele não é o alvo das piadas, andando por aí, não percebendo por que as coisas são como elas são. Ele é o único que olha o mundo e traz um certo sarcasmo e ironia para essa paisagem cósmica. Waititi citou Jack Burton de Big Trouble in Little China como uma influência sobre o personagem.[7]

- Tom Hiddleston como Loki:

O irmão adotivo de Thor e o arqui-inimigo baseado na divindade de mesmo nome. Ao interpretar o personagem novamente, Hemsworth disse que estava interessado em como a atitude de Loki mudou, acrescentando: "A coisa mais emocionante sobre Loki é que ele é sempre um malandro. Está tentando encontrar novas maneiras para ele ser malicioso". Quanto à inclusão do Hulk no filme, Hiddleston disse que Loki tem "algumas fichas no ombro" devido à interação anterior entre os dois personagens de The Avengers. Como o governante de Asgard desde o fim de Thor: The Dark World, Hiddleston observa que "Loki dedicou a maior parte dos seus esforços à auto-glorificação narcisista. Não tanto na boa governança". Hiddleston acrescentou que "nunca concebeu as conexões emocionais de Loki com Odin ou Thor como malévolas. Ele só quer ir, no trono, o que ele faz". Winderbaum diz: "Então ele se torna o Rei de Asgard, tudo é ótimo, é uma boa festa, mas ele não conseguiu perceber as ameaças que estavam no horizonte, sendo ela o maior e mais terrível de todos". Em relação a como o relacionamento de Thor e Loki evoluiu, Hiddleston disse: "O oposto do amor não é o ódio, mas a indiferença. Portanto, a ideia de que Thor pode ser indiferente a Loki é preocupante para ele, porque essa é uma característica definida do seu caráter é, eu não pertenço à família, meu irmão não me ama, odeio o meu irmão. E a ideia de que o irmão é, sim, seja o que for, é um desenvolvimento interessante".
- Cate Blanchett como Hela:

A deusa da morte, baseada na divindade Hel, que foi inadvertidamente liberada de sua prisão. Sobre o personagem, Blanchett disse: "Ela foi trancada por milênios ficando mais e mais cruzada, e então, com um erro, ela se solta e ela não está voltando naquela caixa". Blanchett também afirmou que o tocado de Hela pode ser usado como uma arma e que ela pode manifestar armas de diferentes partes de seu corpo. Ela também teve o cuidado de discutir com a Marvel Studios e Waititi para ajudar a definir quando Hela seria mascarada e quando ela não seria. Ela notou a dificuldade de desempenhar o papel em um traje de captura de movimento, dizendo: "A toca é uma parte tão grande quando ela atinge o auge de seus poderes no filme. Eu só usava isso realmente nas sessões de fotos". O design de Hela foi tirado de Thor: God of Thunder de Jason Aaron, enquanto o personagem Gorr daquele quadrinho, que tem a habilidade de "manifestar um número infinito de armas", inspirou uma habilidade semelhante para Hela. Blanchett trabalhou com a dublê Zoë Bell e estudou capoeira em preparação para o papel, com o trabalho com Luke Zocchi, treinador pessoal de Hemsworth. 
- Idris Elba como Heimdall:

A antiga sentinela Asgardiana de toda a vista, de toda a audiência, da Ponte Bifröst, baseada na divindade de mesmo nome, que desapareceu.
- Jeff Goldblum como Grão-Mestre:

Um dos Anciãos do Universo, fascinado com o jogo e a chance que governa o planeta Sakaar e gosta de manipular formas de vida menores. Jeff Goldblum descreveu o personagem como um "hedonista". Ele também disse que Waititi incentivou a improvisação para que Goldblum "crie o personagem seu". Waititi explicou que o Grande Mestre não tem pele azul no filme como o personagem faz nos quadrinhos, porque Goldblum já havia feito um personagem de cor azul em Earth Girls Are Easy e porque Waititi não queria prejudicar a personalidade de Goldblum escondendo sua aparência.
- Tessa Thompson como Brunnhilde/142/Valquíria:

Uma guerreira Asgardiana resistente e duradouro baseado no ser mitológico Brynhildr, que já foi membro das tropas de elite de Odin e agora trabalha como o caçadora de recompensas SR-142 para Grandmaster enquanto se esconde em Sakaar. Thompson sentiu que as várias versões do personagem dos quadrinhos "nos deixaram muita margem de manobra" na criação da versão em Ragnarok, acrescentando que Waititi "tem um respeito saudável pelos quadrinhos, mas também uma irreverência total no sentimento de que ele é como "Vamos criar algo novo". Sobre a inclusão da Valquíria no filme, Kevin Feige disse: "Em Thor Ragnarok nós queríamos colocá-la contra um personagem que era muito mais igual e em muitos aspectos seu superior". Feige também afirmou que Valquíria rejeitou sua herança asgardense elaborando,"Thor pensa que talvez isso crie um vínculo entre eles e, em pelo contrário, ela quer esquecer tudo inteiramente". Waititi afirmou que o elenco com Thompson não era apenas criar diversidade explicando: "Eu não estou obcecado com a ideia de que você tem que lançar alguém apenas para marcar uma caixa ... Você deve lançar as pessoas porque elas são talentosas. Eu queria ter certeza de que não estávamos fazendo um personagem feminino que fosse chato e bonito. O que eu queria era alguém que jogasse o contrário e fosse ainda mais o personagem do "cara" do que os caras. Quanto ao guarda-roupa de Valquíria, Thompson afirmou que ela se inspirou em fotos de Linda Hamilton como Sarah Connor em Terminator 2: Judgment Day, enquanto treinavam para o papel. Thompson, que é americano, trabalhou com o treinador de dialogo Andrew Jack, para criar o sotaque do personagem, chegando "com algo que, simultaneamente, homenageia Asgard ao compartilhar semelhanças com o sotaque de Thor, mas também se sente distinto desde que ela esteve longe por tanto tempo."  Thompson também aparecerá em futuros filmes da Marvel. 
- Karl Urban como Skurge:

Um guerreiro asgardo, que está alinhado com Hela e protege a Ponte Bifröst na ausência de Heimdall. Urban raspou a cabeça e trabalhou para o papel, embora tenha notado que "você realmente não verá meu corpo neste filme sob a fantasia que tenho, mas é importante para mim entrar na zona e sentir a parte." Em Skurge alinhando-se com Hela, Urban descreveu como "um relacionamento de trabalho" e disse: "Eu acho que ele faz um acordo com o diabo. E é aí que encontra a estrada ... Ele é o seu capanga. Ele faz o empregos sujos. E esse tipo de coisa é algo que ele tem - ele desempenha sua consciência. Ele atravessou uma determinada linha moral." Ele acrescentou: "Skurge rapidamente percebe que ele deve se juntar a ela ou morrer. Ele não é a ferramenta mais afiada no galpão, mas ele é suficientemente brilhante para fazer a escolha certa para ele. Ele é um sobrevivente".
- Mark Ruffalo como Bruce Banner / Hulk:

Um cientista genial que, devido à exposição à radiação gama, se transforma em um monstro enfurecido e se torna um gladiador bem sucedido e popular em Sakaar. Ruffalo, disse que ele sempre está animado para continuar retornando ao papel, pois ele vê "muito espaço para crescer" e esperava que o filme explorasse a relação entre Banner e Hulk. No que diz respeito à relação entre Banner e Thor, Ruffalo disse: "Há um pouco de Midnight Run, com Charles Grodin e Robert De Niro. Sinto que é assim que estamos lidando com essa relação entre Thor e Banner." Descrevendo o personagem, Ruffalo declarou: "Ele é muito mais um personagem do que a máquina de raiva verde que você viu nos filmes dos Vingadores . Ele tem um swagger. Ele é como um deus." Ruffalo descreveu a Banner como sendo no "modo perma-Hulk", tendo suprimido o lado de Banner por alguns anos e formando o vocabulário "de uma criança". Waititi disse que havia "uma grande conversa" sobre o quão verbal e consciente o Hulk seria comparado aos filmes MCU anteriores. Waititi acrescentou que a decisão era uma "decisão de grupo maior, em vez de qualquer coisa a ver com apenas eu ou o escritor", uma vez que estava levando em consideração as aparências futuras para o personagem. Waititi também forneceu uma parte da captura de movimento para Hulk depois que Ruffalo completou suas cenas. 
- Anthony Hopkins como Odin:

O rei de Asgard, pai de Thor, e pai adotivo de Loki, com base na divindade de mesmo nome. Waititi ficou surpreso com a capacidade de improvisação de Hopkins depois que ele foi informado "para ser engraçado e realmente destruir o que aconteceu antes e recriá-lo." 
Além disso, Tadanobu Asano, Ray Stevenson e Zachary Levi reprisam seus papéis como Hogun, Volstagg e Fandral, respectivamente. Benedict Cumberbatch retorna para o seu papel como Doutor Estranho. Waititi retrata Korg através da performance de captura de movimento, explicando que Korg seria um dos amigos de Thor em Sakaar e notou: "Queríamos mudar a ideia do que um homem atrapalhado feito de rochas poderia ser. Ele é enorme e pesado, mas com uma alma leve. Queríamos torná-lo engraçado e um ponto de uma entrada confiável para este mundo. E Thor precisa de amigos". Waititi baseou a voz suave de Korg em defensores polinésios. Waititi também forneceu o desempenho de captura de movimento para o demônio de fogo Surtur, com base no ser mitológico de Surtr, com a voz de Clancy Brown para esse personagem. Rachel House aparece como Topaz, que trabalha com o Grande Mestre como guarda-costas. Stan Lee faz uma participação como um homem de Sakaar que corta o cabelo de Thor. Há uma cena onde atores Argardianos participam de uma peça baseada nos eventos de Thor: O Mundo Sombrio: Sam Neill interpreta o ator de Odin; Luke Hemsworth, irmão de Chris, interpreta o ator de Thor; e Matt Damon interpreta o ator de Loki.

## Produção

### Desenvolvimento
Eu acho que o senso geral que eu estou tentando dar ao público e o que eu quero que o público deixe o cinema levar com eles é realmente uma sensação de alegria ... Às vezes eu pararia e pensava: estou fazendo um filme Isso é Thor é Doutor Estranho é O Incrível Hulk é Loki e cada personagem é tão estranho e diferente ... Guerra Civil é apenas humanos, humanos com problemas humanos. A nossa é criaturas e seres e todos esses tipos de personagens  realmente diferentes. Novamente exibindo problemas humanos, mas no espaço exterior ou em outros mundos.

—Taika Waititi, diretor de Thor: Ragnarok
Enquanto promovia o lançamento do Thor: The Dark World em outubro de 2013, Chris Hemsworth afirmou que ele foi contratado para outro filme de Thor e mais dois filmes de Vingadores , e ficaria feliz em continuar retratando o Thor além disso, se as pessoas desejassem mais. Também no mês, o produtor Kevin Feige afirmou que certos elementos no final de Dark World sugerem uma direção para um possível terceiro filme, acrescentando: "Definitivamente temos uma história que gostaríamos de contar". Em janeiro de 2014, a Marvel anunciou que Craig Kyle e Christopher Yost escreveria o roteiro para o filme, com Feige novamente produzindo; a história estava sendo esboçada em julho. Em outubro de 2014, enquanto falava sobre Avengers: Age of Ultron, Hemsworth afirmou que seu próximo filme "não será Thor 3 - que será no ano seguinte".
Em 28 de outubro de 2014, a Feige anunciou que o filme seria intitulado Thor: Ragnarok, seria lançado em 28 de julho de 2017 e teria Hemsworth e Tom Hiddleston retomando seus papéis de Thor e Loki, respectivamente. Feige chamou o filme "um filme muito importante para nós na Fase 3" do Marvel Cinematic Universe (MCU), e afirmou que iria partir após os eventos de Age of Ultron. Ele também confirmou que, no contexto do filme, a palavra Ragnarok significa "o fim de todas as coisas". Mais tarde, ele acrescentou: "Eu não acho que as pessoas vão ler esse título sozinho, o que o filme vai ser". Em fevereiro de 2015, Marvel adiou para a data de lançamento até 3 de novembro de 2017. Em abril, Feige esperava um rascunho para o filme em breve. Um mês depois, Feige afirmou que um diretor, roteirista adicional e outros anúncios de elenco seriam revelados "para o final do verão"; e que a filmagem começaria em junho de 2016. Também em junho, o diretor de Dark World Alan Taylor disse que ele não voltaria como diretor: "A experiência da Marvel foi particularmente dolorosa porque eu era uma espécie de liberdade absoluta enquanto estávamos produzindo, e depois na pós-produção se transformou em um filme diferente. Então, isso é algo que eu espero que nunca se repita e não deseje mais ninguém". Durante a San Diego Comic Con International de 2015, Jaimie Alexander disse que retornaria com o seu papel como Sif em "uma parte muito importante" do filme.
Em outubro de 2015, Taika Waititi entrou em negociações para direcionar Thor: Ragnarok. Outros diretores considerados foram Ruben Fleischer, Rob Letterman e Rawson Marshall Thurber. A Marvel apresentou os futuros diretores com "as dez ideias diferentes que tivemos para o filme", pedindo a todos que voltem com uma imagem mais clara do que o filme deveria ser. Waititi criou "um carretel de sizzle para o tom e algumas coisas de piada" usando clipes de outros filmes, incluindo Big Trouble in Little China, uma prática que Marvel desencoraja porque "muitas vezes pode ser realmente terrível". No entanto, a Marvel pensou que o carretel de Waititi era incrível. Sobre o porquê ele decidiu seguir a direção do filme, depois de afirmar em 2012 que ele não tinha interesse em "grandes recursos, onde a arte do projeto foi sacrificada com lucro", Waititi disse que se sentia "como um convidado no Universo Cinematográfico Marvel mas com a liberdade criativa de fazer o que eu quero." Mais tarde naquele mês, Mark Ruffalo estava finalizando um acordo para retomar seu papel como Bruce Banner / Hulk de filmes do MCU anteriores, e Waititi foi confirmado como diretor do filme por vários meios de comunicação. A ministra dos Negócios Estrangeiros, Julie Bishop, anunciou que a filmagem ocorreria no país, exclusivamente em todo o estado de Queensland, inclusive no Village Roadshow Studios, em Oxford, Gold Coast. Segundo o primeiro ministro Annastacia Palaszczuk, a produção devia gastar mais de US$ 100 milhões em Queensland e empregar 750 Queenslanders. Dias depois, Ruffalo confirmou que ele apareceria no filme. O produtor Brad Winderbaum notou a ideia de incluir o Hulk no filme, desde o início, com a equipe de produção "olhando para" Planeta Hulk: "Como uma inspiração talvez para integrar o Hulk na franquia, mas sobre a ideia de um planeta onde há jogos de gladiadores como uma situação de Thor: "O enredo de Planeta Hulk foi uma ideia muito legal para nós. Em algum lugar no início conversas, quando parecia que estava indo dessa forma, não era um acéfalo. Começou assim: "Podemos colocar o Hulk lá também?" Então, assim que aquela ideia acendeu, Hulk foi calocado no enredo".
Em novembro, Hemsworth indicou que queria um tom mais leve em comparação com os filmes Thor anteriores, especialmente o segundo, semelhante aos Guardiões da Galáxia. Hemsworth disse: "Eu sinto que nós tivemos menos do tipo de ingenuidade ou diversão ou humor que o primeiro filme do Thor poderia ter tido. Eu queria que tivéssemos mais disso no segundo filme ... Nós fizemos real Nós já fizemos o Shakespeare, e nós mostramos isso. Penso que agora é hora de ir, Ok, legal. Vamos tentar algo diferente". No final desse mês, Stellan Skarsgård, que interpretou Erik Selvig nos filmes anterior de Thor, disse que ele foi contratado para aparecer se Marvel quiser incluí-lo, mas ele estava incerto no momento, se o fizessem. Mais tarde confirmou que não apareceria em Thor: Ragnarok. Em dezembro de 2015,  Stephany Folsom foi contratado para trabalhar no roteiro, e Cate Blanchett entrou nas negociações finais para se juntar ao elenco, enquanto Hemsworth disse que, para evitar que o personagem ou o filme se tornem "previsíveis", foi "definitivamente um objetivo de fazer algo inesperado ... e realmente mistura isso ... Acho que queremos voltar a ter mais senso de aventura e diversão no" filme." Feige revelou que Thor: Ragnarok tomaria "lugar dentro do cosmos principalmente, o que é dizer, francamente, muito pouca Terra", uma partida dos filmes anteriores de Thor". Ele expandiu, dizendo que havia apenas três cenas na Terra, com "80 a 90 por cento assumindo lugar no cosmos. Tonicamente e geograficamente há muitos planetas diferentes fora dos nove reinos que visitamos no filme."

### Pré-produção

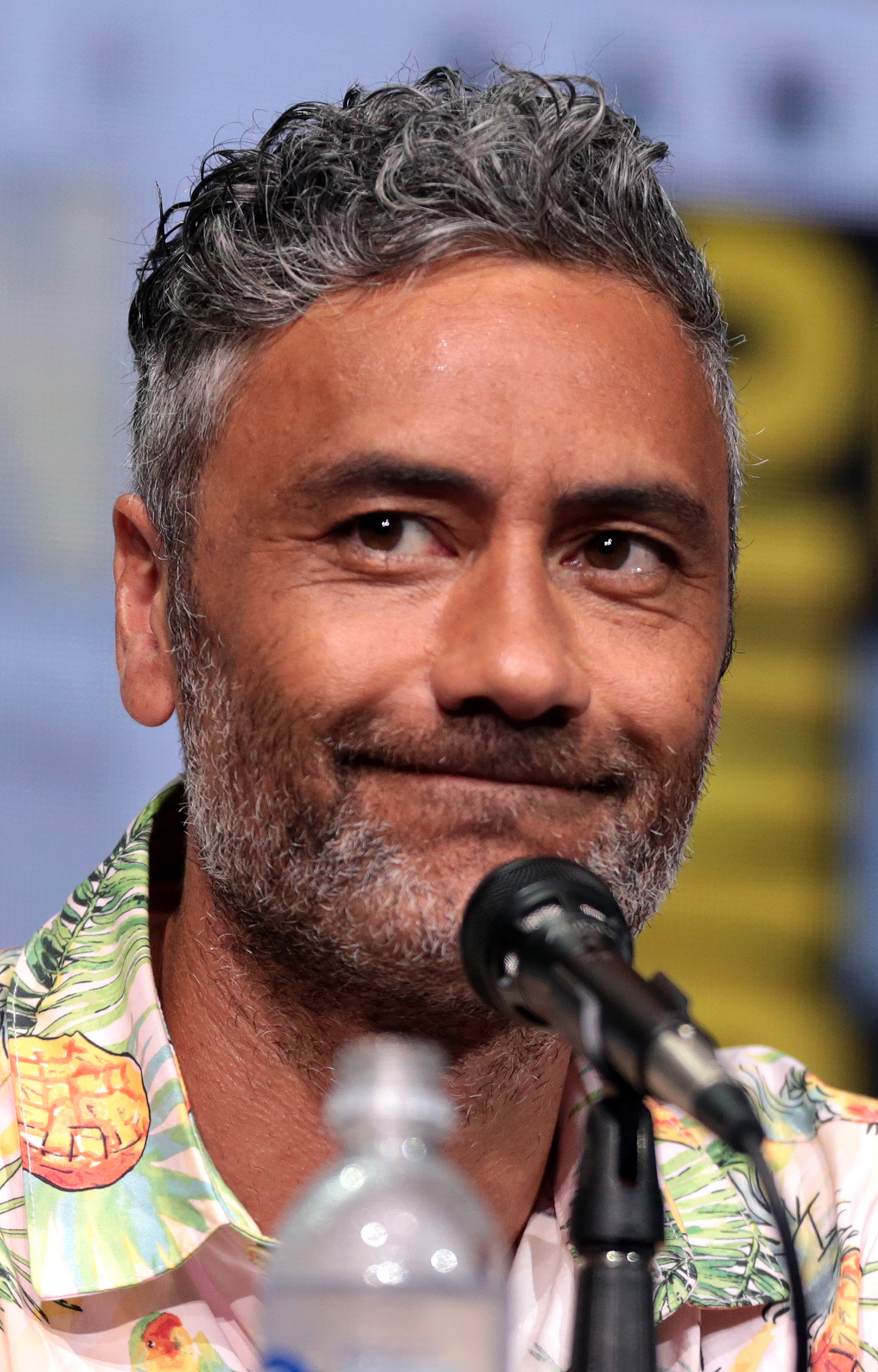
Waititi promovendo Ragnarok na San Diego Comic-Con de 2017

Em janeiro de 2016, com o filme começando a pré-produção, Ruffalo descreveu isso como um "road movie" e indicou que a filmagem adicional ocorreria em Sydney. Waititi afirmou que estava trabalhando no roteiro "um pouco", principalmente adicionando humor ao roteiro.
No mês seguinte, foi confirmada ter sido escalado, Blanchett como Hela, enquanto Alexander disse no início de março que ela já não tinha certeza se ela iria aparecer no filme, devido ao roteiro recente e um curto período de tempo para participar durante o hiato de sua série de televisão Blindspot. Em abril, Tessa Thompson juntou-se ao elenco como o interesse do amor de Thor, já que Natalie Portman foi confirmada para não voltar nos filmes anteriores como o interesse amoroso Jane Foster. Feige explicou mais tarde que Foster e Thor se separaram entre os filmes. Em maio, Marvel confirmou os moldes de Blanchett e Thompson, revelando o papel desse último como Valquíria, enquanto anunciava o elenco de Jeff Goldblum como Grande Mestre e Karl Urban como Skurge. O anúncio também confirmou que Idris Elba e Anthony Hopkins retomariam seus papéis de Heimdall e Odin, respectivamente, dos filmes anteriores. A Marvel não revelou Alexander como parte do elenco em seu anúncio, com The Hollywood Reporter afirmando que ela não era mais parte do filme devido a agendamentos de conflitos com Blindspot. No entanto, Alexander respondeu à sua falta de inclusão no anúncio no Twitter dizendo: "Não se preocupe;) ....". No início de junho, o executivo David Granger, de Palaszczuk e Marvel Studios, anunciou que as filmagens começariam no dia 4 de julho de 2016, com o Weta Workshop criando adereços para o filme.
Waititi consultou o físico teórico Clifford Johnson, que anteriormente consultou na segunda temporada de Agent Carter, nas viagens espaciais e permitiu que Johnson visse os rascunhos iniciais do roteiro. Johnson sentiu que Waititi era "receptivo e super-animado" sobre as informações que ele forneceu, e Johnson lhe deu ideias de física que poderiam "ajudar em algumas das coisas antigas e clássicas de Thor." Waititi disse que o filme iria reinventar a franquia, dizendo: "Muito do que estamos fazendo com o filme é, de certo modo, desmantelar e destruir a velha ideia e reconstruí-la de uma maneira nova que é nova. Todo mundo tem uma conquista ligeiramente nova em seus personagens, então é assim como o primeiro Thor." Ele acrescentou: "Eu vi os outros filmes e eu os respeito, mas eu posso ... Passo muito tempo pensando nisso, porque então eu vou me amarrar demais em respeitar o que foi antes e respeitar o que está por vir. Thor: Ragnarok tem que ser um filme autônomo porque esta poderia ser a única vez que eu fiz isso. Eu só quero tornar a minha versão de um filme da Marvel da melhor maneira possível." Os eventos de Ragnarok são definidos quatro anos após os acontecimentos de Thor: The Dark World, dois anos após os eventos de Avengers: Age of Ultron, e ao mesmo tempo que os eventos do Captain America Civil War e Spider-Man: Homecoming. Winderbaum observou que "As coisas acontecem umas das outras agora na Fase Três. Eles não estão tão interligados quanto estavam na Fase Um." Os eventos de Ragnarok também criaram Avengers: Infinity War. Hemsworth falou com os diretores de Infinity War Anthony e Joe Russo antes de receber o roteiro de Ragnarok para ver como Ragnarok iria ligar a Infinity War, observando Ragnarok "definitivamente sangra bem nesses filmes". Winderbaum também comparou Ragnarok com o impacto maior no MCU ao de Captain America: The Winter Soldier: "Na Fase Um, nós estabelecemos esta cosmologia que envolveu Asgard, Odin e certas ideias que você pensou que fosse eterno e nunca poderia mudar. Thor: Ragnarok os destrói de forma muito semelhante a como o soldado de inverno quebrou a SHIELD".

### Filmagens

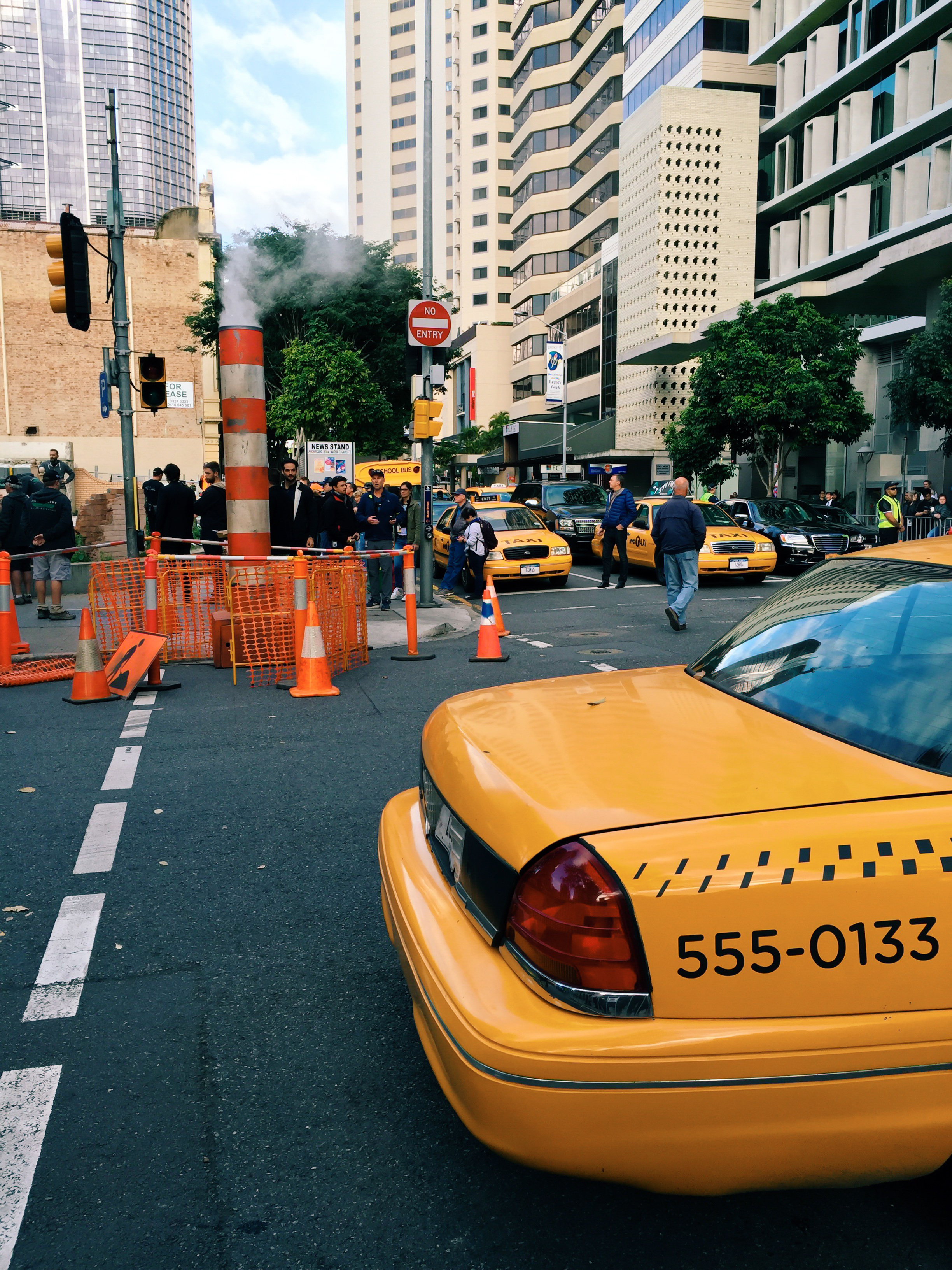
Filmagens de Thor: Ragnarok em Brisbane's central business district, gravado como New York City.

As filmagens do filme iniciaram em 4 de julho de 2016, sob o título de produção Creature Report, no Village Roadshow Studios em Oxford (Gold Coast, Queensland, Austrália), utilizando exclusivamente os nove estádios sonoros dos estúdios. Javier Aguirresarobe atuou como diretor de fotografia no filme, com Dan Hennah como designer de produção. Aguirresarobe descreveu o trabalho no filme como "uma combinação rara de satisfação e frustração", afirmando: "Como um diretor de fotografia, você sonha em fazer um trabalho personalizado e este não é o caso, pelo contrário. Você desaparece. Sua função é conseguir um tecnicamente imagem impecável, ao serviço do diretor e um personagem-chave da produção, que é o supervisor de efeitos visuais". Ele acrescentou que tornou-se frustrante às vezes porque era difícil saber "onde você está dentro do filme", mas sentiu "muito feliz por ter sido capaz de responder a tal requisito técnico incrível".
As filmagens adicionais ocorreram em todo o estado de Queensland, bem como em Sydney. No início da filmagem, Eric Pearson foi revelado como um escritor adicional no filme, que foi confirmado em janeiro de 2017, com Pearson recebendo o único crédito de roteirista e Marvel observando que a história para o filme foi concebida por Kyle, Yost e Folsom. Mais tarde, em julho, em relação à trama do filme e à natureza "comédia de estilo amigo", Waititi disse que era difícil de definir, uma vez que "o enredo mudou e o script mudou. Existem elementos de amigo entre Thor e o Hulk, mas quem sabe como será o filme final". Waititi mais tarde chamou o filme de "70s / 80" Fantasia de Ficção científica e o mais "lá fora" de todos os filmes de Marvel, com o tom mais próximo do de Big Trouble in Little China. A arte conceitual lançada no San Diego Comic-Con 2016 revelou que os personagens Surtur e Fenris Wolf apareceriam no filme.
Em agosto, mais de 100 trabalhadores da construção do set receberam notificações de rescisão, alguns reclamando que lhes havia prometido trabalho até outubro ou novembro de 2016 e que membros da tripulação da Nova Zelândia estavam recebendo tratamento preferencial sobre os habitantes da região australiana. No entanto, o Premier Palaszczuk declarou que o trabalho para construtores de conjuntos simplesmente "acabado" explicando: "O que vimos é que o cenário para Thor foi concluído e esses trabalhos foram concluídos. À medida que a construção chega ao fim, o que veremos é mais empregos quando os atores entrarem." Waititi, que é Māori, fez a contratação de australianos indígenas e aborígenes, juntamente com os neozelandeses, uma prioridade para os vários departamentos, dizendo: "É uma responsabilidade que você tem com os povos indígenas. Você está vindo para um país e está trazendo dinheiro para a economia e criando empregos, mas acho que você tem uma responsabilidade ainda maior para cuide das pessoas que têm menos oportunidades". Ele acrescentou que ter essas pessoas na tripulação "se sentem muito como uma família" e "ajuda a me acalmar e me faz sentir relaxado". Os indígenas e aborígenes foram contratados como parte de uma iniciativa do Departamento Indígena da Screen Australia, cuja missão é "dar aos aborígenes e aos ilhéus do Estreito de Torres um pé na porta da indústria cinematográfica".
Em meados de setembro de 2016, a arte conceitual vista durante o conjunto da mídia indicou Midgard Serpent e The Broker, anteriormente interpretada por Christopher Fairbanks em Guardians of the Galaxy, apareceria e que Sif e os Warriors Three, aliados de Thor no dois filmes anteriores, seriam abordados em Ragnarok. No final do mês, Sam Neill, que trabalhou com Waititi em Hunt para Wilderpeople, revelou que ele teve um papel no filme. Pouco depois, Waititi provocou a inclusão do personagem Korgno no filme, que Waititi retrata através da captura de movimento. Em meados de outubro, Waititi revelou que a nova tecnologia de câmera tinha sido usado em uma cena no filme, e que ele tinha a esperança de incluir John C. Reilly 's Nova Corpsman Rhomann Dey no filme, mas que "não há maneira real de retirar isso". A fotografia principal foi feita em 28 de outubro de 2016, com Waititi revelando também que o personagem Miek apareceria no filme, que não é retratado por um ator no filme, como ele não fala, e é retratado como "uma criatura tipo larva ... com pernas e braços cibernéticos."
De acordo com Waititi, 80 por cento do diálogo em Thor: Ragnarok foi improvisado, a fim de criar um "humor muito solto e colaborado" entre o elenco e uma tentativa de replicar o tom e a sensibilidade de seus filmes anteriores. Ele afirmou: "O meu estilo de trabalho é que muitas vezes ficarei atrás da câmera ou ao lado da câmera gritando palavras às pessoas, como:" Diga isso, diga isso! Diga-o assim!".

### Pós-produção
Em fevereiro de 2017, Rachel House disse que teve um pequeno papel no filme, tendo trabalhado com Waititi antes. Foram realizadas filmagens adicionais em Atlanta em julho de 2017, ao longo de três semanas, incluindo a filmagem das cenas pós-crédito do filme. Os créditos de escrita atualizados para o filme também foram revelados, com Pearson creditado como o roteirista, bem como receber crédito de história com Kyle e Yost, que foram creditados como uma equipe de redação. Folsom levou a Marvel a lançar um cartaz e um trailer com esses créditos, observando que a Writers Guild of America (WGA) ainda não havia determinado os créditos finais do filme.
No final de julho, Waititi disse que também forneceu o desempenho de captura de movimento para Surtur, e que Clancy Brown proporcionaria a voz desse personagem no filme. Em setembro de 2017, Folsom expandiu os créditos de escrita do filme, observando que Marvel lhe havia dado um crédito de história no filme, mas foi negado pelo WGA devido à sua regulamentação de que um máximo de dois indivíduos podem receber crédito de história, com um subsídio para uma equipe de redação contar como um indivíduo; Pearson e a equipe de Kyle e Yost receberam o crédito da história em Ragnarok. Folsom acrescentou que planejava apelar a decisão, e que Marvel tem apoiado ele durante toda a tentativa de receber crédito.
Os efeitos visuais para o filme foram criados pelos estúdios de São Francisco e Vancouver da Industrial Light & Magic (ILM), enquanto o trabalho de pré-visualização foi fornecido pelo Day for Nite. Para ajudar a criar o Hulk, uma pessoa no set estava coberta de tinta de corpo verde e replicava os movimentos pretendidos do personagem para ajudar os artistas de efeitos visuais.

## Trilha sonora
Em agosto de 2016, Mark Mothersbaugh foi contratado para marcar o filme. O resultado sintetizado será influenciado pelo trabalho de Jean Michel Jarre. Waititi pediria à banda Queen que trabalhasse na trilha sonora do filme, se o seu vocalista, Freddie Mercury, ainda estivesse vivo, porque o filme é "uma aventura cósmica corajosa e colorida" que teria se adequado à "sensação" da banda.

## Lançamento

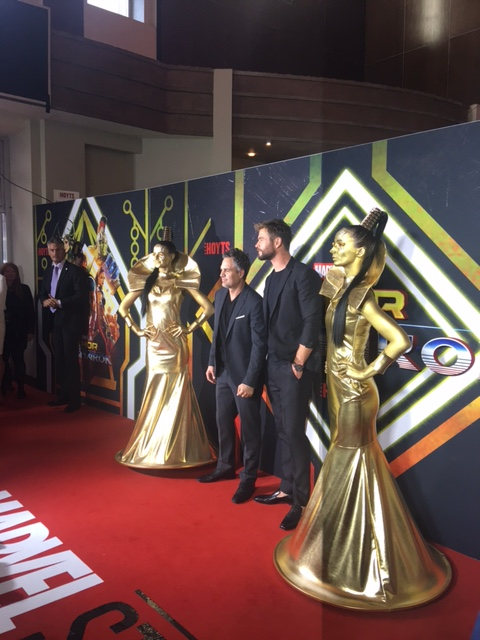
Mark Ruffalo (centro esquerdo) e Chris Hemsworth (centro à direita) na estreia de Sydney de Thor: Ragnarok

Thor: Ragnarok teve sua estreia mundial no El Capitan Theatre em Los Angeles em 10 de outubro de 2017,m nxnbb n JH. b b nn mb. ,mb, e sua estreia australiana ocorreu no dia 13 de outubro, na Gold Coast. Foi lançado no Reino Unido em 24 de outubro de 2017, com lançamentos internacionais adicionais em 25 de outubro, e na Austrália em 26 de outubro. O filme foi lançado nos Estados Unidos e no Canadá Em 3 de novembro de 2017, em 4.080 teatros, dos quais mais de 3.400 eram 3D, 381 eram IMAX e IMAX 3D e 204 eram D-Box. O filme abriu em 1.187 teatros IMAX no mundo, o que foi um recorde de fim de semana de novembro. Foi originalmente programado para lançamento em 28 de julho de 2017.

### Marketing
No San Diego Comic-Con de 2016, um modelo físico da armadura de gladiador do Hulk foi revelado. Um short "mockumentary" de Waititi, intitulado Team Thor, também foi exibido, mostrando o que Thor e Banner estavam fazendo durante os eventos de Capitão América: Guerra Civil, enquanto a arte conceitual e os animatics difíceis foram mostrados. Daley Pearson também apareceu no Team Thor como Darryl Jacobson, o colega de apartamento da Thor na Austrália, com o curto lançado online em agosto de 2016, bem como com o download digital de Capitão América: Guerra Civil no mês seguinte. Team Thor: Parte 2 foi lançado na mídia doméstica de Doutor Estranho em fevereiro de 2017, com Pearson aparecendo mais uma vez como Jacobson. Vídeos e arte conceitual para o filme foram mostrados no CinemaCon 2017.
Em 10 de abril de 2017, o primeiro trailer foi lançado. Sandy Schaefer, da Screen Rant, sentiu que era "um forte começo" para o filme, já que "estabelece rapidamente as altas apostas para o filme", ao mesmo tempo que tem "uma vibração distintamente brincalhão", definindo-a como "Immigrant Song". The Verge ' s Chaim Gartenberg disse, "entre os figurinos extravagantes, maquiagem selvagem e de cores brilhantes, estéticas dos anos 80, é possível que este pode ser o filme mais estranho Marvel até o momento." Michael Arbeiter para Nerdist ficou satisfeito com o trailer, afirmando: "nada no MCU até agora pode segurar uma vela para a imaginação prometida por este ... algum dos filmes de MCU anteriores sentiu isso em conformidade com o que sempre conhecemos e amamos como gênero de aventura?" O trailer foi visto 136 milhões de vezes em 24 horas, o terceiro mais alto nesse período foi The Fate of the Furious (139 milhões) e It. (197 milhões) tornou-se também o mais vistos da Marvel dentro desse período de tempo, superando Beauty and the Beast (127 milhões) e Capitão América: Guerra Civil (94 milhões), os titulares de recordes anteriores da Disney e da Marvel, respectivamente. A linha do trailer de Thor dizendo que Hulk é "um amigo do trabalho" foi sugerido a Hemsworth por um Make-A-Wish (criança que visita o set no dia em que a cena foi filmada).
Os acessórios e os figurinos do filme estavam em exibição na D23 Expo 2017, juntamente com peças definidas para oportunidades de fotos. Os figurinos também estavam em exibição no San Diego Comic-Con 2017, onde Waitti e membros do elenco promoveram o filme. Foram mostrados clipes exclusivos, juntamente com um novo trailer. Ethan Anderton sentiu que: "a mistura de comédia é brilhante e que a vibrante ação de quadrinhos no trailer, foi incrível". Ele também gostou da química entre Chris Hemsworth e Mark Ruffalo. Colisor Haleigh Foutch reagiu "apaixonada por este trailer". Ela observou: "Waititi está abraçando os elementos fantásticos e patetas de Thor e traduzindo-os em cinema emocionante". Germain Lussier para io9 chamou o trailer de "uma bola de ação de dois minutos e meio, uma grandeza, humor e insanidade que pode ser o trailer de filme maravilhosamente divertido da Marvel que já vimos". O cartaz do filme também foi lançado com elogios, sendo chamado de "bastante impressionante", "insanamente colorido", "perfeitamente simétrico", e "glorioso". Devido à apresentação da Comic-Con, Thor: Ragnarok gerou mais de 264.000 novas conversas nas mídias sociais de 17 a 23 de julho, o máximo de qualquer filme durante esse período, de acordo com a comScore e seu serviço de PreAct. Ele manteve isso por mais duas semanas.
Em agosto de 2017, a Marvel fez parceria com o fabricante de automóveis Renault em um comercial que faz o lançamento do Kwid no Brasil. Dirigido por Jonathan Gurvit e filmado em São Paulo, apresenta o Hulk destruindo um satélite dirigido para a cidade. A Framestore trabalhou em efeitos visuais para o comercial, com base nas bases que eles tinham de trabalhar no personagem em filmes anteriores. Também em agosto, a Marvel, em parceria com Dolby Laboratories, Synchrony Bank, Associação Americana para o Avanço da Ciência (AAAS), Broadcom Masters e Society for Science & the Public, anunciou o "Superpower of STEM Challenge", destinado a mulheres de 15 a 18 anos nos campos STEM (Ciência, Tecnologia, Engenharia e Matemática), para criar um projeto original Do-It-Yourself que pode ser replicado por outros e ajudar sua família, comunidade ou o mundo a ser mais seguro, mais saudável ou mais feliz". Cinco vencedores participarão da estreia mundial do filme, receberão um tour dos Walt Disney Studios e uma conta de US$ 500 no Synchrony Bank, com o vencedor do grande prêmio participando de uma imersiva orientação de três dias em Nova Yorque na Disney Imagineering, para criar um video de nível profissional que ensina outros jovens a recriar "seu projeto vencedor". Eles também tiveram a oportunidade de demonstrar o projeto no Good Morning America.
Para a semana de 21 de agosto, Ragnarok voltou a ter a maioria das conversas de mídia social de acordo com a comScore e seu serviço PreAct. Novos clipes das lutas de Thor e Hulk, lançados no mesmo dia que a briga Floyd Mayweather Jr. vs. Conor McGregor, ajudaram a gerar as 57 mil novas conversas para a semana. De 25 de setembro a 15 de outubro, Ragnarok teve as segundas conversas de mídia social de acordo com a comScore e seu serviço PreAct.  Para a semana de 16 de outubro, o filme foi mais uma vez o primeiro nas conversas de redes sociais devido ao lançamento de clipes estendidos e detalhes do enredo. Ragnarok ganhou mais de 1,65 milhões de conversas até à data. A partir de 6 de outubro de 2017, a Disney California Adventure mostrou uma "espiada" no filme no Sunset Showcase Theatre em Hollywood Land. O olhar esbelto foi apresentado em 3D com "efeitos especiais no teatro", enquanto os adereços e os figurinos do filme também estavam em exibição. À frente do lançamento do filme nos Estados Unidos, Hemsworth, Hiddleston, Blanchett, Goldblum, Ruffalo e Thompson apareceram com James Corden no The Late Late Show com James Corden para apresentar uma versão 4D do filme. O elenco interpretou várias cenas do filme ao vivo em figurinos de baixo orçamento e com peças de papelão. Os parceiros promocionais adicionais incluíram Red Robin, United Healthcare e Screenvision Media.

## Recepção

### Bilheteria
Thor: Ragnarok arrecadou 315 milhões de dólares nos Estados Unidos e Canadá, e 538,9 milhões de dólares em outros territórios, com um total mundial de 853,9 milhões de dólares. Em setembro de 2017, uma pesquisa da Fandango indicou que Ragnarok era o filme de outono mais esperado. No fim de semana de 3 de novembro de 2017, o filme arrecadou 25,4 milhões de dólares em exibições IMAX, superando Doutor Estranho como o maior recorde de fim de semana de novembro. No final de seu terceiro fim de semana, o filme arrecadou 650,1 milhões de dólares mundialmente, superando as receitas totais de Thor (449,3 milhões de dólares) e Thor: The Dark World (644,6 milhões de dólares). Tornou-se o nono filme de maior bilheteria de 2017.
Thor: Ragnarok ganhou US$ 46,8 milhões no dia da sua abertura nos Estados Unidos e no Canadá (incluindo 14,5 milhões de dólares das prévias de quinta-feira à noite) e teve um fim de semana total bruto de US$ 122,7 milhões, que foi o melhor filme para o fim de semana, a sexta melhor abertura de novembro, e a maior abertura para todos os filmes Thor. O IMAX contribuiu com US$ 12,2 milhões, que foi a segunda melhor abertura do IMAX de 2017 e a terceira melhor abertura de novembro. O lucro do filme no domingo (US$ 32,1 milhões) foi o segundo melhor domingo de novembro, após The Hunger Games: Catching Fire (US$ 34,5 milhões). As projeções de bilheteria para o filme tiveram uma receita de US$ 100-125 milhões em seu fim de semana de abertura. Ragnarok continuou sendo o filme número um no segundo fim de semana, tendo ganho um total de 211,6 milhões de dólares, que superou todas as sequências de Thor (US$ 181 milhões) e The Dark World (206,4 milhões de dólares). Em seu terceiro fim de semana, Thor: Ragnarok caiu para o terceiro na bilheteria, entrando atrás de Liga da Justiça e Wonder. Prevê-se que o filme gere US$ 280 milhões para o total bruto nacional.
Fora dos Estados Unidos e do Canadá, o filme abriu em 36 mercados em seu primeiro fim de semana, ficando em primeiro lugar e ganhando 109,1 milhõesde dólares, dos quais 6 milhões vieram de 189 telas IMAX. A abertura do Reino Unido (16,2 milhões de dólares) foi a melhor abertura de outubro para qualquer filme de James Bond. Coreia do Sul (15,7 milhões de dólares), Austrália (8,4 milhões), Brasil (8,1 milhões), Indonésia (5,5 milhões), Taiwan (5,4 milhões), Filipinas (3,8 milhões), Malásia (3,5 milhões), Nova Zelândia, Vietnã, Argentina, Colômbia, Chile, Bósnia e Herzegovina, Bulgária, Croácia e África do Sul tiveram o melhor fim de semana de abertura de outubro, enquanto a França (7,7 milhões de dólares) teve o segundo melhor final de semana de abertura de outubro. O Brasil também teve a terceira melhor estreia para um filme de MCU, enquanto a abertura da Nova Zelândia foi a maior de 2017 em geral. No segundo fim de semana, Ragnarok abriu em mais 19 mercados, abrindo em número um, com as maiores inaugurações de novembro da República Popular da China (56,3 milhões de dólares, incluindo 6 milhões de 446 telas IMAX), México (10,8 milhões de dólares), Alemanha (8,9 milhões de dólares) e Índia (5,5 milhões de dólares). Ragnarok também permaneceu no número um em muitos mercados existentes. O filme ganhou US$ 13,2 milhões adicionais de 788 telas IMAX, que foi a melhor abertura de novembro de sempre. No terceiro fim de semana, o filme permaneceu no número um em mais de 30 países e tornou-se o filme de super-heróis de maior bilheteria na República Checa. A partir de 19 de novembro de 2017, os maiores mercados do filme foram a China (107,5 milhões de dólares), o Reino Unido (37,2 milhões de dólares) e a Coreia do Sul (33,2 milhões de dólares).

### Crítica
O site do agregador de revisão Rotten Tomatoes informou uma classificação de aprovação de 92% com base em 298 críticas, com uma pontuação média de 7,5 de 10. O consenso crítico do site diz: "Emocionante, engraçado e acima de tudo divertido, Thor: Ragnarok é uma aventura cósmica colorida que estabelece um novo padrão para sua franquia - e o resto do Universo cinematográfico Marvel ". O Metacritic, que usa uma média ponderada, atribuiu uma pontuação de 73 em cada 100 com base em 48 críticos, indicando "revisões geralmente favoráveis". As audiências pesquisadas pelo CinemaScope deram ao filme uma nota média de "A" numa escala A + a F, tornando-se o melhor da série de filmes de Thor e o 12º filme MCU a ganhar a pontuação.
Sheri Linden, do The Hollywood Reporter, disse: " Com o Taika Waititi no leme, a explosão de CGI do choque do mundo explode sem o Dark World de Leaden do filme anterior. Monstros de fogo gigantes nos segredos de stygian, mesmo que os bandidos do centro sejam bobos divertido, preso ao punho por Cate Blanchett e Jeff Goldblum ". Alonso Duralde de The Wrap escreveu: "Tanto a brincadeira quanto a luta, deve ser notada, são excelentes, então, se você vai a filmes de super-heróis para o escapismo brilhante ou a ação pulsante, vale a pena. " Peter Travers de Rolling Stone classificou o filme três estrelas de quatro, descreveu o filme como " o mais divertido que você já terá em um filme da Marvel ", ao mesmo tempo em que elogia o tom e a direção do filme, trazendo uma semelhança com seu tom e humor aos Guardiões da Galáxia. O Mick LaSalle do San Francisco Chronicle elogiou o desempenho de Hemsworth, Hiddleston, Blanchett, Thompson, Goldblum e Ruffalo em que ele descreveu que "Eles tem confiança em seus personagens e em sua própria invenção, e por isso evita a repetição e fica fresco "ao chamar o filme de" diversão "e que" sustenta sua energia, Richard Roeper, da Chicago Sun-Times, também elogiou o filme ao mesmo tempo que chamava as performances do elenco "excepcional" e a direção de Waititi "pateta e  maravilhosamente auto-referencial". Ele também notou a trilha sonora que foi usada na sequência de batalha climática, particularmente a " Canção imigrante " de Led Zeppelin como sendo "perfeitamente sincronizada".
Matt Zoller Seitz de RogerEbert.com deu ao filme três em quatro estrelas, elogiando a performance de Hemsworth especialmente: " Quando ele cai e tropeça, há um toque de Cary Grant para o seu constrangimento. E quando ele está jogando coisas mais ou menos retas, há uma gentileza média para suas reações ... O carisma de Chris Hemsworth mantém [ Thor: Ragnarok ] juntos sempre que há ameaça, o que, infelizmente, é frequentemente ". Justin Chang de Los Angeles Times elogiou o desempenho de Blanchett de Hela, fazendo uma comparação do retrato de seu personagem com outros vilões icônicos como Malévola e Chernobog, e os temas e tons semelhantes para Flash Gordon, Star Wars e Willy Wonka and the Chocolate Factory. Robbie Collin, do Daily Telegraph, deu o filme quatro em cinco, saudou-o como "um dos melhores filmes da Marvel até à data", enquanto elogia as performances e descreve a partitura musical de Mark Mothersbaugh como "turbo-charged". Michael Phillips, do Chicago Tribune, elogiou as performances de Hiddleston e Thompson como sendo "maravilhosamente correspondentes". Ele também observou um estilo de direção similar de Waititi para Edgar Wright o "trabalho paródico" e ao mesmo tempo, classificou o filme como "uma vitória excepcionalmente animada e dinâmica" e reconheceu o efeito de um "fator Marvel Fatigue" em relação ao público.  Michael O'Sullivan, do The Washington Post, escreveu que " Waititi traz o equilíbrio certo de ação carnuda e poluição para Ragnarok, o que, embora grande, evita a ponderação inchada, cartoon-noir que, até Mulher-Maravilha, atormentou filmes do universo da rival da Marvel, DC Comics ". Ele também observou que " Tudo parece sempre funcionar ", Thor nos lembra - alegremente - não apenas uma vez, mas duas vezes, em um roteiro (por Eric Pearson, Guardiões da Galáxia e Deadpool na sua recusa em se levar a sério ".
Por outro lado, Peter Debruge de Variety disse: " Thor: Ragnarok é facilmente o melhor dos três filmes de Thor - ou talvez eu apenas pense, porque os roteiristas e eu finalmente parecemos concordar com uma coisa: os filmes de Thor são absurdos", mas elogiados o desempenho da Goldblum é "a melhor parte do filme". Stephanie Zacharek da Time Magazine afirmou negativamente que " Thor: Ragnarok está apertado com veículos espaciais em movimento e batalhas ruidosas, mas o excesso extravagante do filme é mais narcotizante do que energizar ". Zacharek acrescentou ainda que " Mesmo o pobre Thor parece perdido em tudo, e ele deve ser sua estrela ", enquanto critica os efeitos visuais do filme como sendo " um exemplo de exageração divertida " e " um coma de efeitos especiais ". Manohla Dargis de The New York Times chamou a história do filme " um monte de brigas desinteressantes, maquinações e coincidências úteis", acrescentando que a Marvel " poderia ter ficado cada vez mais brava, muito mais severa, mas essa não é a sua maneira na tela ", escolhendo em vez disso mostrar o personagem como uma " brincadeira brincalhona ". Dargis observou que Hemsworth " parece mais feliz e muito mais relaxado em Ragnarok do que nos filmes do Thor anteriores, o que talvez seja a verdadeira conquista do Sr. Waititi aqui".

## Futuro

### Sequência
Uma terceira sequência chamada Thor: Amor e Trovão foi lançada em 8 de julho de 2022. Hemsworth, Thompson, e Elba reprisam seu papéis, com Natalie Portman, Jaimie Alexander, Kat Dennings, e Stellan Skarsgård retornando depois de não aparecerem em Thor: Ragnarok. Portman retrata sua personagem assumindo o manto de Thor. Além disso, Chris Pratt, Pom Klementieff, Dave Bautista, Karen Gillan, Vin Diesel, Bradley Cooper e Sean Gunn reprisam seus papéis como Peter Quill / Senhor das Estrelas, Mantis, Drax, Nebulosa, Groot, Rocket e Kraglin Obfonteri. Christian Bale se juntou ao elenco como o vilão Gorr, O Carniceiro dos Deuses.

### Spin-off
Com o lançamento de Ragnarok, Waititi e a Marvel realizaram discussões sobre um spin-off, um curta-metragem Marvel One-Shot, seguindo os personagens Korg e Miek, mas foi inviável devido ao compromisso da Marvel em produzir três filmes por ano. Feige disse que a Marvel tem planos para esses personagens, mas não especificou. Ambos aparecem em Avengers: Endgame e Love and Thunder.